# دل وندغرين
دل وندغرين (بالإنجليزية: Del Lundgren) هو لاعب كرة قاعدة أمريكي، ولد في 21 سبتمبر 1899 في ليندسبورغ في الولايات المتحدة، وتوفي بنفس المكان في 19 سبتمبر 1984.

## وصلات خارجية
- دل وندغرين على موقعبيزبول رفرنس.كوم (الدوري الرئيسي) (الإنجليزية)
- دل وندغرين على موقع مشجعي الرسوم البيانية (الإنجليزية)